# Carl Joseph Schröter
Carl Joseph Schröter (Esslingen sul Neckar, 1855 – Zurigo, 7 febbraio 1939) è stato un botanico svizzero.

## Biografia
Dal 1874 studiò scienze naturali all'Eidgenössische Polytechnische Schule (ETH di Zurigo), dove una delle sue prime influenze fu il geologo Albert Heim (1849-1937). Dopo la sua abilitazione nel 1878, lavorò come assistente di Carl Eduard Cramer (1831-1901). Nel 1883 succedette a Oswald Heer (1809-1883) come professore di botanica all'ETH di Zurigo, carica che mantenne fino al 1926.
Nel 1910 con Charles Flahault (1852-1935), pubblicò Rapport sur la nomenclature phytogéographique (Rapporti sulla nomenclatura fitogeografica), e con Friedrich Gottlieb Stebler (1852-1935), fu co-autore di Die besten Futterpflanzen (1883 -1884), un lavoro che coinvolge la coltivazione e l'economia. Più tardi fu tradotto in inglese e pubblicato con il titolo "The best forage plants: fully described and figured with a complete account of their cultivation, economic value, impurities and adulterants, &c" (1889). Con il geografo Johann Jakob Früh, fu co-autore di un libro sulle brughiere svizzere, intitolato Die Moore der Schweiz: mit Berücksichtigung der gesamten Moorfrage (1904).